# Каюмов Олег Ахмедович
Каюмов Олег Ахмедович (позивний “Каюм” 10 липня 1967, м. Ямпіль, Вінницька область, Україна - 12 липня 2023, с. Водяне біля м. Авдіївка, Донецька область, Україна) - український військовий, старший сержант Збройних сил України, учасник російсько-української війни.

## Життєпис
Народився 10 липня 1963 року в місті Ямпіль. Після закінчення 4 класу переїхав до міста Дніпродзержинськ (Кам’янське). Закінчив середню загальноосвітню школу №10 міста Кам’янського. У 18 років закінчив училище, опісля упродовж 1985-1987 проходив строкову службу в Афганістані. Також навчався у школі сержантів. До російсько-української війни Олег Каюмов тривалий час працював на заводі з виготовлення іонообмінних матеріалів, де пройшов шлях від слюсаря до бригадира дільниці.
Російсько-українська війна
У 2014 році, коли розпочалося АТО, Олег приєднався до лав ЗСУ в складі 43 ОМПБ, який на той момент був батальйоном територіальної оборони “Патріот”. Пізніше батальйон увійшов до складу 53 ОМБр.
За 9 років служби Олег Каюмов отримав чимало поранень та контузій.
Повномасштабне вторгнення
Російське вторгнення Олег з побратимами зустріли на Донбасі, в лютому 2022 року батальйон воював поблизу населеного пункту Чермалик, Донецької області.
Під час останнього шпиталювання отримав струс головного мозку, хронічну двобічну сенсоневральну приглухуватість 2 ст. праворуч, 3 ст. ліворуч та гостре інгаляційне отруєння.
Загинув 12 липня 2023 року під час бойових дій поблизу населеного пункту Водяне, Донецької області.
17 липня 2023 року відбулося прощання з Олегом в Кам’янському.
Поховали Олега Каюмова на Алеї Героїв кладовища по вул. Весняна міста Кам’янське.

## Погляди
Олег був не лише справжнім професіоналом своєї справи, а й патріотом, який не словом, а ділом доводив свою любов до України. Він пішов добровольцем підписавши контракт у вересні 2014 року, адже він не зміг стояти осторонь, доки ворог панує на нашій землі. Не дивлячись на всі його поранення, він все одно повертався на службу до своїх хлопців, бо він завжди казав, що: «Я буду битися з ворогом до останньої секунди свого життя. Ми живемо на своїй Землі й маємо її захищати, щоб вільно жили наші діти!»

## Нагороди
- Медаль «Захиснику Вітчизни»
- Медаль «За жертовність і любов до України» Української православної церкви Київського патріархату
- Нагрудний знак «За військову доблесть» — відомча заохочувальна відзнака Міністерства оборони України
- Орден "За мужність III ступеня" за особисту мужність, сумлінне та бездоганне служіння Українському народові, зразкове виконання військового обов'язку
- Відзнака Начальника Генерального Штабу — нагрудний знак «Учасник АТО»
- Відзнака Президента України «За участь в антитерористичній операції»
- Нагрудний знак «Ветеран війни»
- Пам'ятний знак 43 ОМПБ «Патріот»
- Нагрудний знак «Почесна відзнака 53 ОМБр»
- Нагрудний знак «Гідність та Честь»
- Відзнака Дніпропетровської обласної ради — нагрудний знак „За заслуги перед громадою”